# Envision Energy
A Envision Energy (chinês: 远景能源) é uma empresa multinacional chinesa com sede em Xangai que fornece turbinas eólicas e software de gerenciamento de energia. A Envision tem cooperações estratégicas de longo prazo na área de fabricação de baterias com Renault, Nissan, Daimler e Honda.

## História
A Envision foi fundada por Lei Zhang em 2007, em Jiangyin, Jiangsu, na região leste da China. Zhang foi eleito um dos dez maiores inovadores chineses em 2014 pelo China Daily. A empresa iniciou operações plenas em 2009.